# うろちょろ
「うろちょろ」は、2020年10月28日に配信された、日本のシンガーソングライター・meiyoの楽曲。

## 背景
前作『ヒルナンデス -Brand New Break Time!-』以来2週間ぶりのリリースとなった。
ジャケットとミュージックビデオは、葛飾出身が手掛けている。
本作がユニバーサルミュージック関係者の目に留まったことを機に、メジャーデビューまでの間サポートされることとなったが、成果が振るわなかったことから「うまくいかない」という気持ちになり、メジャーデビュー曲の『なにやってもうまくいかない』が誕生したとインタビューにて語っている。
2021年12月3日には、Billboard JAPANがTikTok LIVEにて配信している番組『NEXT FIRE』にて本楽曲を披露しており、映像がLive Ver.として2022年2月17日にYouTubeにて公開された。

## 収録内容
| #         | タイトル       | 作詞・作曲・編曲 | 時間 |
| --------- | -------------- | ---------------- | ---- |
| 1.        | 「うろちょろ」 | meiyo            | 2:21 |
| 合計時間: | 合計時間:      | 合計時間:        | 2:21 |